# Basilica di Saccargia
La basilica della Santissima Trinità di Saccargia è una chiesa in stile romanico pisano situata nel territorio del comune di Codrongianos nella città metropolitana di Sassari, una delle realizzazioni più importanti di questo stile in Sardegna.
Il titolo priorale della chiesa e del monastero camaldolese è oggi detenuto dall'arcivescovo di Sassari.

## Storia
Fu completata nel 1116 sulle rovine di un monastero preesistente per volontà del giudice Costantino I di Torres che, secondo il "Condaghe di Saccargia", durante un viaggio insieme alla moglie Marcusa de Lacon Gunale fu ospitato dai monaci camaldolesi. I due fecero voto alla Madonna, che ivi si venerava, per avere un figlio. Quando nacque il futuro Gonario II di Torres, la coppia donò una nuova chiesa che fu consacrata il 5 ottobre dello stesso anno, la quale fu affidata ai monaci Camaldolesi che vi fondarono la loro abbazia. In seguito furono eseguiti, da architetti e maestranze di scuola pisana, lavori di ampliamento databili dal 1118 al 1120: l'allungamento dell'aula, l'innalzamento delle pareti, una nuova facciata e la costruzione dell'altissimo campanile. Il portico sulla facciata fu probabilmente aggiunto in seguito, quando la chiesa era già ultimata, ed è attribuito a maestranze lucchesi. Alla fine del XII secolo l'abside centrale fu affrescata da un ignoto artista proveniente dall'Italia centrale, e oggi quest'opera può essere considerata l'unico esempio superstite in Sardegna di pittura murale romanica in ottimo stato di conservazione.
Nel 1219 vi si celebrarono le nozze tra Adelasia di Torres ed Ubaldo Visconti. Il suo nome non deriva, come spesso erroneamente riportato, dall'espressione in lingua sarda logudorese "s'(b)aca argia" (la vacca pezzata), ma dal nome medioevale, contenuto in documenti in lingua latina: "Sacraria".

## Descrizione

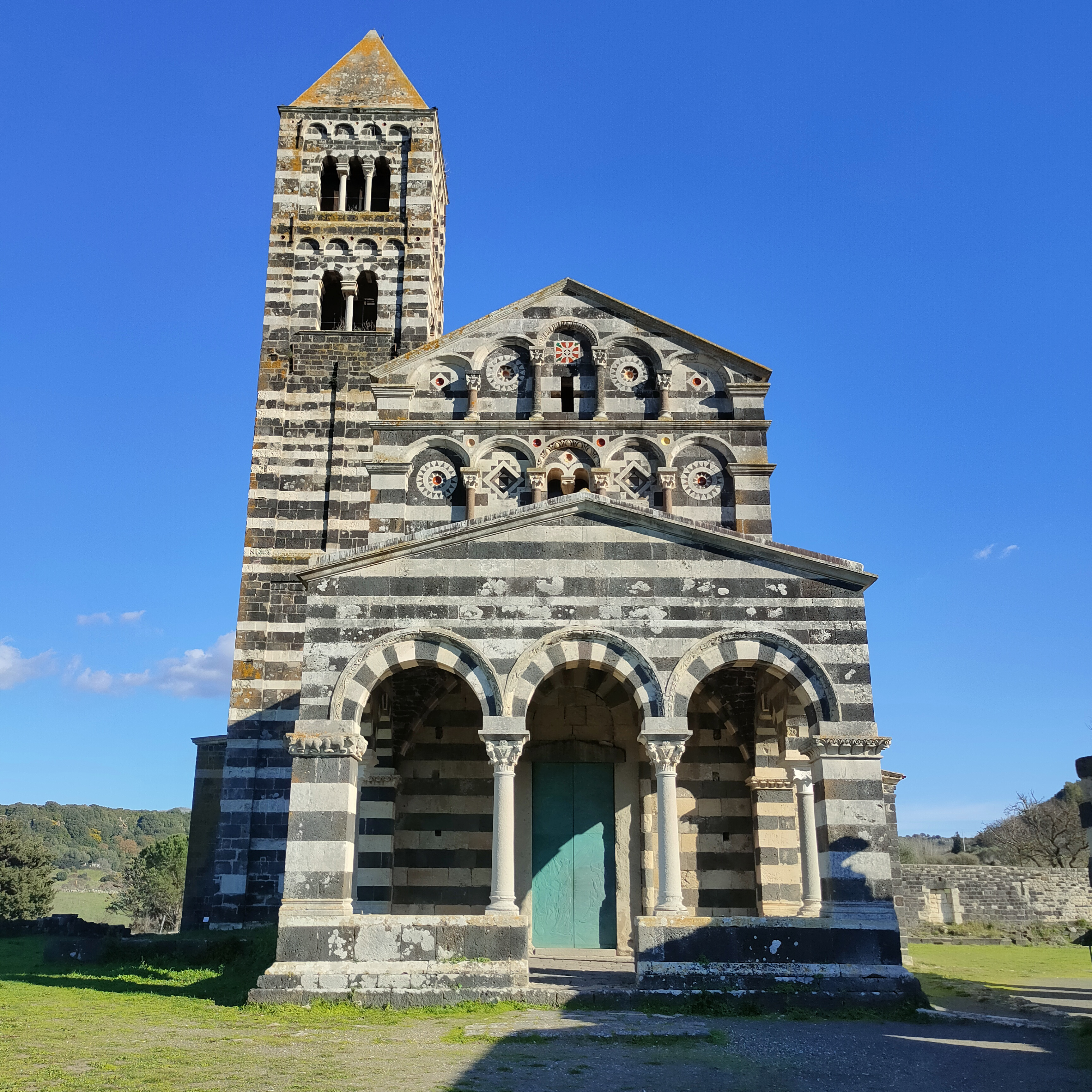
Facciata della basilica

L'impianto è ad aula mononavata terminante con un breve transetto su cui si affacciano tre cappelle absidate. 
Nella chiesa sono riconoscibili due fasi costruttive: a quella originaria risale il transetto e buona parte dell'aula coperta con tetto ligneo a capriate. I muri sono costruiti utilizzando conci in calcare bianco e basalto nero, secondo la tecnica propria delle maestranze pisane attive nel giudicato turritano alla fine dell'XI secolo. Alla seconda fase invece appartengono la soprelevazione dell'aula e il suo prolungamento verso occidente, nonché l'attuale facciata, demolita e poi parzialmente ricostruita agli inizi del Novecento.
La facciata a tre ordini preceduta, dalla caratteristica bicromia a fasce di bianco calcare e nera pietra basaltica, da un basso portico, nel medesimo stile, con un tetto a capanna. La facciata, vera e propria è ornata da finte logge e trafori  in cui è però difficile riconoscere le parti originali da quelle ripristinate all'inizio del Novecento. Il portico è aperto da tre archi a tutto sesto sul fronte e due su ciascuno dei lati. I capitelli delle bianche colonne e dei bicromi pilastri angolari  sono decorati da figure alate o  mostruose. A nord-ovest si erge il campanile quadrangolare comunicante con l'interno. 

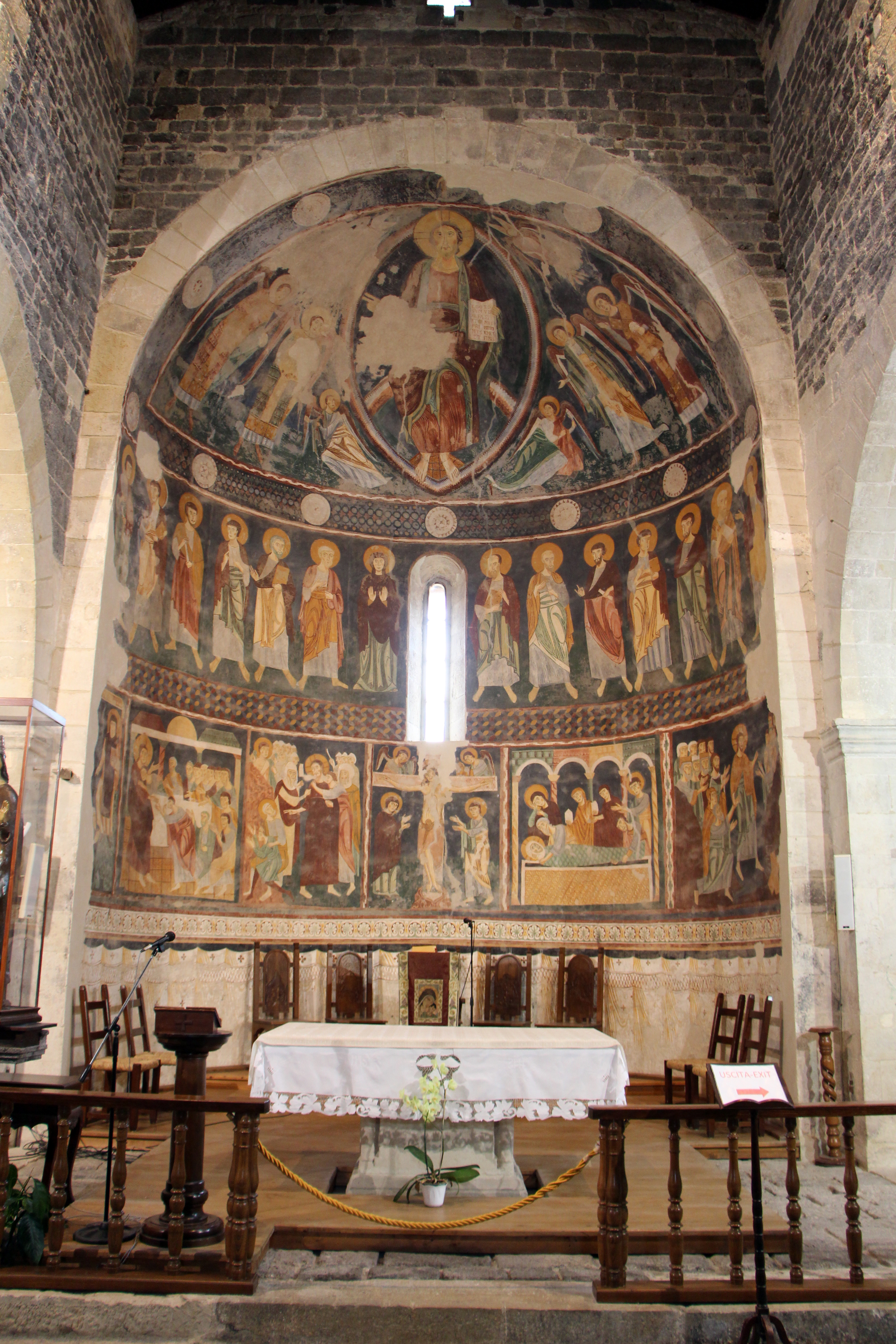
Gli affreschi dell'abside

### Interni
La chiesa è coperta da un soffitto ligneo a capriate mentre i transetti sono  coperti da volte a crociera. 
Nell'abside della cappella maggiore è conservato in modo completo un ciclo di affreschi (seconda metà XII sec.),  considerati i più rappresentativi tra i pochi in affreschi in stile romanico ancora osservabili in Sardegna. Le pitture occupano il catino con il Cristo in mandorla con serafini, angeli ed arcangeli, mentre il semicilindro absidale è suddiviso in tre fasce: nella prima si allineano la Madonna orante con i santi; quella mediana illustra alcune scene della vita di Cristo (Ultima Cena, Bacio di Giuda, Crocifissione, Sepoltura e Discesa agli Inferi); in quella alla base è rappresentato un finto velario. Per quanto riguarda l'attribuzione dei lavori, il Maltese ha affermato che gli affreschi sono ascrivibili ad una mano pisana, influenzata da modi umbro-romani, come già aveva fatto notare Pietro Toesca nel san Giovanni della Crocifissione, il cui panneggio è bicolore, quasi fosse composto da due drappi distinti. Probabilmente gli affreschi risalgono al ventennio 1180-1201, contemporanei all'ampliamento della chiesa, quando si fece evidente l'influsso architettonico pisano nella nuova facciata e nel portico antistante; importanti sono anche le connessioni con le pitture dell'ex cattedrale di San Pietro a Galtellì, probabilmente realizzate poco dopo gli affreschi di Saccargia, all'inizio del XIII secolo.
Nell'absidiola a destra è esposta una riproduzione del Retablo della Trinità del Maestro di Castelsardo, il cui originale si trova nel museo di Codrongianos.

## Restauri

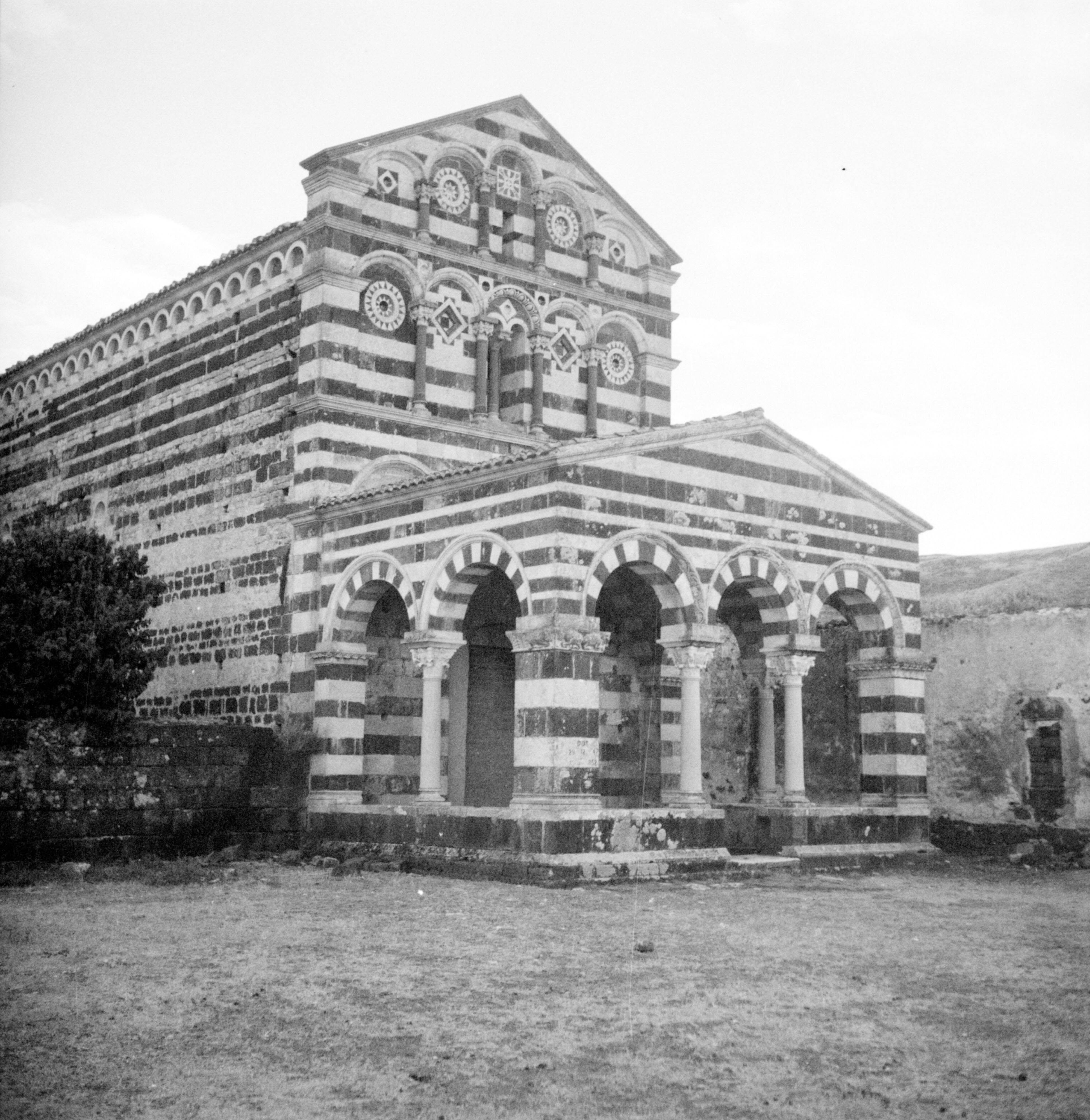
La basilica nel 1949

### Dionigi Scano (1893-1897)
Il 21 marzo 1893 l'architetto Dionigi Scano aveva concluso il progetto di restauro della facciata e del portichetto della basilica. I lavori furono eseguiti tra l'aprile ed il novembre 1894. L'intervento prevedeva la sostituzioni di conci mancanti o deteriorati, in particolare nella facciata: nella facciata il ripristino di 6 colonnine mancanti relative agli archi superiori e della bifora. Il pronao fu liberato da un vano addossato e in parte ricostruito tramite il rifacimento delle colonne e di tre archi, incatenamenti in ferro per consolidare le volte a crociera ed il rifacimento del manto di tegole.
Il 7 agosto 1894 Dionigi Scano aveva concluso un ulteriore progetto di restauro della torre campanaria: i lavori furono eseguiti fra il maggio 1896 e l'aprile del 1897. Nell'occasione furono riaperte le finestre murate della torre, la ricostruzione di alcuni archi rovinati ed il consolidamento delle scale lignee.